# Burgfrieden
Il Burgfrieden, letteralmente "pace nel castello", con il significato di "tregua nella lotta politica" (in italiano tradotta come "tregua interna"), indica la tregua politica nell'Impero tedesco durante il periodo della prima guerra mondiale, concordata tra il Partito Socialdemocratico di Germania e i partiti borghesi. In Francia, per denominare lo stesso concetto nello stesso arco storico, è utilizzato il termine Union sacrée (Unione sacra).

## Storia
All'esordio della Grande guerra i sindacati tedeschi evitarono di indire scioperi mentre la SPD al Reichstag votava i crediti di guerra e le parti convennero di non criticare il governo e la sua guerra. Diverse sono state le ragioni per la politica del Burgfrieden: i socialdemocratici (o almeno le frazioni di destra del partito) credevano che sostenere il governo in guerra fosse loro dovere patriottico; avevano paura di repressioni da parte del governo se avessero protestato contro la guerra; temevano di più l'eventuale vivere sotto l'autocratico zar russo che nella monarchia costituzionale tedesca ed il suo Kaiser; e speravano, cooperando con la borghesia, di ottenere delle riforme politiche dopo la Grande guerra, compresa l'abrogazione in Prussia del sistema elettorale delle tre classi, che ripartiva gli elettori in classi di diverso peso elettorale, in base alla capacità contributiva.
Non opponendosi alla guerra imperialista inoltre, la socialdemocrazia tedesca almeno agli occhi della destra interna al partito, si sarebbe sdoganata come forza di governo, come dimostrò l'incarico che Friedrich Ebert e altri membri del Partito Socialdemocratico ricevettero nell'ottobre del 1918, di far parte del ministero sotto il nuovo governo formato dal principe Massimiliano di Baden. Nominato il socialdemocratico Friedrich Ebert cancelliere il 9 novembre dello stesso anno, egli proclamò la Repubblica assieme al socialdemocratico Philipp Scheidemann (9 novembre), e chiamò quest’ultimo alla presidenza del consiglio. Contrastò nel gennaio del 1919 l'insurrezione dello spartachismo, soffocando nel sangue i moti rivoluzionari che prendevano corpo in tutto l'Impero nel corso della Rivoluzione socialista di novembre, che fu sconfitta grazie all'azione congiunta di Scheidemann e Gustav Noske, che fecero ricorso ai Freikorps. Il 13 febbraio successivo Ebert fu eletto dall'Assemblea costituente riunitasi a Weimar presidente del Reich. La contraddizione di fondo in seno alla socialdemocrazia tedesca, fra un programma e delle rivendicazioni radicali da un lato, ed una prassi politica moderata che si inseriva nell'ambito della borghesia e del capitalismo, fu risolta solo con il Programma di Bad Godesberg (1959), che sancì la fine definitiva dello status del Partito Socialdemocratico di Germania come un partito "antisistema".

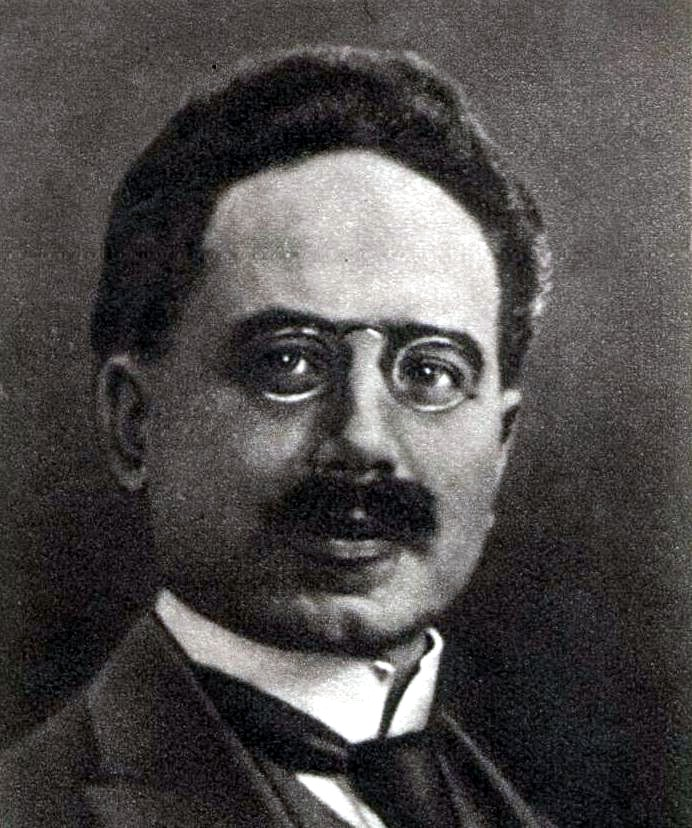
Karl Liebknecht

L'unico deputato, tra tutti i partiti, a votare contro i crediti di guerra fu Karl Liebknecht, durante la seconda sessione del Reichstag. Durante la terza sessione, il 20 marzo del 1915, il socialista spartachista Otto Rühle si unì a lui. Man mano che proseguiva la guerra, il numero dei deputati socialdemocratici che si opponevano ad essa si incrementava costantemente. La loro opposizione contro le politiche del Burgfrieden portò all'espulsione di Liebknecht, Rosa Luxemburg, Clara Zetkin, e di altri membri delle frazioni di sinistra e di centro marxista della socialdemocrazia tedesca. Questi andarono avanti fino a costituire la Lega Spartachista, il Partito Comunista di Germania e il Partito Socialdemocratico Indipendente di Germania.
L'unico sindacato a rifiutare le politiche di Burgfrieden fu la Associazione Libera dei Sindacati Tedeschi, che in una fase successiva diventerà l'Unione Libera degli Operai Tedeschi.
Delle esperienze analoghe al Burgfrieden tedesco si verificarono anche in altri paesi europei del periodo durante la Grande guerra. Nella Terza Repubblica francese per esempio, nella primavera del 1914 fu eletta una camera eccezionalmente radicale e sembrò che non sarebbero riusciti ad accordarsi sul Premier, ma infine, il 3 luglio 1914, il presidente Raymond Poincaré nominò primo ministro René Viviani, fondatore del Partito Repubblicano-Socialista. Ricevette voto di fiducia di 370 a 137. Anche in Portogallo, nel 1916, si formò, favorito dall'entrata del paese nella prima guerra mondiale, un Governo della sacra unione (portoghese governo da sagrada união), sull'esempio della Union sacrée francese, nel quale si ritrovarono riunite sotto la presidenza del consiglio del repubblicano evoluzionista António José de Almeida, tutte le anime dell'ex Partito Repubblicano.